# Beatrice Kaufman
Beatrice Bakrow Kaufman (20 de enero de 1895-6 de octubre de 1945) fue una editora, escritora y dramaturga estadounidense. Su marido fue el director, humorista y dramaturgo George S. Kaufman. Durante las décadas de 1930 y 1940, fue considerada "una de las mujeres más ingeniosas de Nueva York, influyente en la configuración del gusto y la cultura estadounidenses a principios del siglo XX".

## Trayectoria
Kaufman, nacida Beatrice Bakrow, nació en Rochester, Nueva York en 1895. Sus padres, Julius y Sarah (Adler) Bakrow, eran de ascendencia judía alemana. Tenía dos hermanos, Leonard y Julian. Aunque fue admitida en el Wellesley College en 1913, un logro poco común, en ese momento, para una mujer judía, fue expulsada durante su primer año por violar el toque de queda. Continuó sus estudios en la Universidad de Rochester en 1914, pero la abandonó después de un año. En 1917 se casó con George S. Kaufman, reportero de teatro del New York Tribune y aspirante a dramaturgo; la pareja se mudó a la ciudad de Nueva York, donde vivieron el resto de su vida.

### Carrera
En 1918, Kaufman comenzó su carrera como asistente del agente de prensa de las actrices de cine mudo Natalie, Constance y Norma Talmadge. En 1919 nació su hija Anne. Después de un período como lectora de obras de teatro para el productor de Broadway Al Woods, Kaufman se unió a la editorial Boni & Liveright. Durante sus cinco años como directora de su departamento editorial, editó obras de importantes novelistas, poetas y dramaturgos como TS Eliot, William Faulkner, E. E Cummings, John Steinbeck, Eugene O'Neill, Djuna Barnes y, finalmente, su esposo. Editó la primera obra de Ernest Hemingway, una colección de cuentos titulada In Our Time, y convenció a sus jefes para que la publicaran.
En la década de 1930, Kaufman trabajó en otros cargos editoriales, incluido el de edición de ficción en Harper's Bazaar y Viking Press, y el editor de historias del este para el productor de cine independiente Samuel Goldwyn. Ella fue "siempre la primera lectora", dijo, de las obras de su marido. "Digo lo que honestamente pienso sobre ellos", dijo. "A veces me escucha, a veces no".

### Obras
Si bien Kaufman era conocida sobre todo por su trabajo editorial, escribió y publicó cuentos, principalmente en The New Yorker, y escribió dos obras de teatro: Divided by Three (con Margaret Leech) y The White-Haired Boy (con Charles Martin), ambos producidos con éxito.

### Vida social
Los Kaufman gozaban de una reputación "por su sofisticación y su tempestuosa relación". Ambos fueron miembros durante mucho tiempo de la Mesa Redonda de Algonquin y fueron amigos cercanos de muchas de las personalidades literarias y de entretenimiento más famosas de la época, incluidos Moss Hart, Frank Sinatra, Yip Harburg, Ethel Merman, Helen Hayes, Irving Berlin, Alfred Lunt, Julius Tannen, Ruth Goetz, Fred Saidy, Russel Crouse y todos los habituales de la Mesa Redonda.
Kaufman murió a los 50 años en su apartamento de Park Avenue el 6 de octubre de 1945 después de varios años de mala salud. En el funeral, su esposo comentó que nunca volvería a escribir.